# Пульхёгда

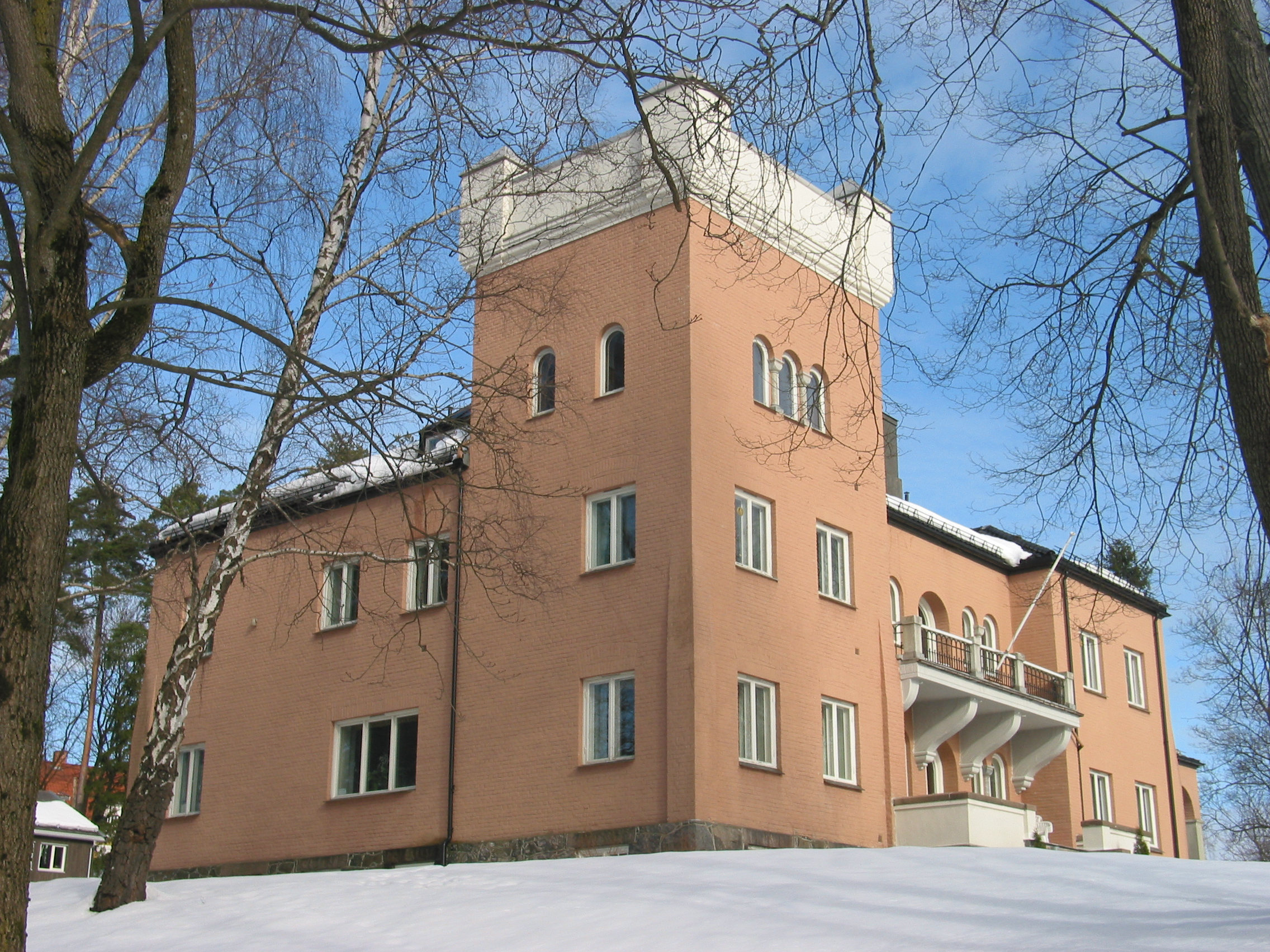
Вид «Пульхёгды» в 2009 году. Весь верхний этаж башни занимал кабинет Фритьофа Нансена

Пульхёгда (норв. Polhøgda, «Полярная высота») — усадьба Фритьофа Нансена. Расположена между Люсакером и Форнебю в Беруме, губерния Акерсхус, Норвегия. Построена в 1901 году архитектором Яльмаром Вельхавеном (нор.). С 1948 года её здание занимает Институт Фритьофа Нансена.

## Название
По свидетельству Лив Нансен — старшей дочери Фритьофа и Евы Нансен — дом первоначально назывался Polhøiden. Название имело двоякий смысл: Polhøyde означал спортивный рекорд Нансена — 86° 14’ с.ш.; одновременно это намекало на любимый напиток Нансена Polhøidera — виски с сельтерской водой. Позднее владелец переименовал усадьбу в Polhøgda.

## История
Вокруг усадьбы Нансенов «Готхоб» в Люсакере в период 1896—1899 годов складывается круг артистической элиты, здесь поселились художники Э. Вереншельд, Э. Петерсен, Г. Мунте, учёные — братья Э. и О. Сарсы (родственники Евы Нансен), оперный певец Т. Ламмерс (шурин — супруг сестры Евы Нансен), профессор М. Мо, писатель Х. Кинг, издатель О. Томмесен и другие. Хотя 1899 году Е. Нансен навсегда прекратила концертную деятельность, однако нередко устраивала домашние музыкальные вечера.
Поскольку в семье к 1901 году было трое детей, Фритьоф Нансен купил участок леса в Форнебю площадью в 55 мол (5½ га) и принял решение строить большой дом, в котором можно было не только разместить семью, но и заниматься научной работой и устраивать светские приёмы. Лив Нансен в «Книге об отце» писала, что не знает, в какой момент было принято это решение.
Дом был построен Яльмаром Вельхавеном (кузеном Евы Нансен) в 1901 году в стиле норвежской крепости, новоселье отпраздновали 4 апреля 1902 года. Лив Нансен с гордостью писала, что в доме была оборудована ванная, которой не было ни у одного из соседей.
Согласно семейной легенде, в саду «Пульхёгды» пепел супруги Нансена — Евы, умершей в декабре 1907 года, удобрил один из розовых кустов.

## Планировка и обстановка
Центром дома был холл-гостиная высотой в два этажа. На первом этаже из него можно было попасть в приёмную, библиотеку и комнату секретаря (все они выходили на запад), окна столовой и гостиной Евы Нансен выходили на восток. В гостиной Евы Нансен был установлен рояль. По второму этажу холл опоясывала галерея, откуда можно было попасть в спальни. Рабочий кабинет Нансена располагался на третьем этаже в башне, окна его выходили на три стороны, из них открывался вид на Буннефьорд. В кабинете Нансена располагалась его рабочая библиотека, стены были украшены репродукциями любимых его картин, там же до самой его смерти висел портрет Евы в концертном платье. Стены гостиной на первом этаже были расписаны Э. Вереншельдом. Дом был обставлен в стиле 1890-х годов, на галерее росли пальмы, пол в гостиной был застлан шкурой медведя с головой, украшенной стеклянными глазами. Шкурой белого медведя был устлан и кабинет Нансена. Службы и помещения для слуг были вынесены за пределы дома в отдельные постройки.

## Усадьба после 1930 года
После кончины Нансена 13 мая 1930 года на веранде своего дома его тело был кремировано, а прах захоронен под одной из берёз в «Пульхёгде». Вскоре наследники продали усадьбу инициативной группе за символическую сумму, а покупатели уступили её Университету Осло с условием, что здание будет сохранено в первоначальном виде, но не будет превращено в мемориальный музей, и при этом непременно будет использоваться в интересах памяти Нансена. Позднее университет передал усадьбу Норвежской Академии наук и литературы, с 1947 года зданием распоряжается Географическое общество Норвегии. В 1948 году был создан фонд для управления усадьбой, с 1958 года он именуется Fridtjof Nansen-stiftelsen på Polhøgda. Кроме того, в «Пульхёгде» с 1948 года располагается Институт Фритьофа Нансена — независимое учреждение, занимающееся исследованиями в области защиты окружающей среды, энергетики и разработки методов и политики управления использованием ресурсов.

## Виды усадьбы

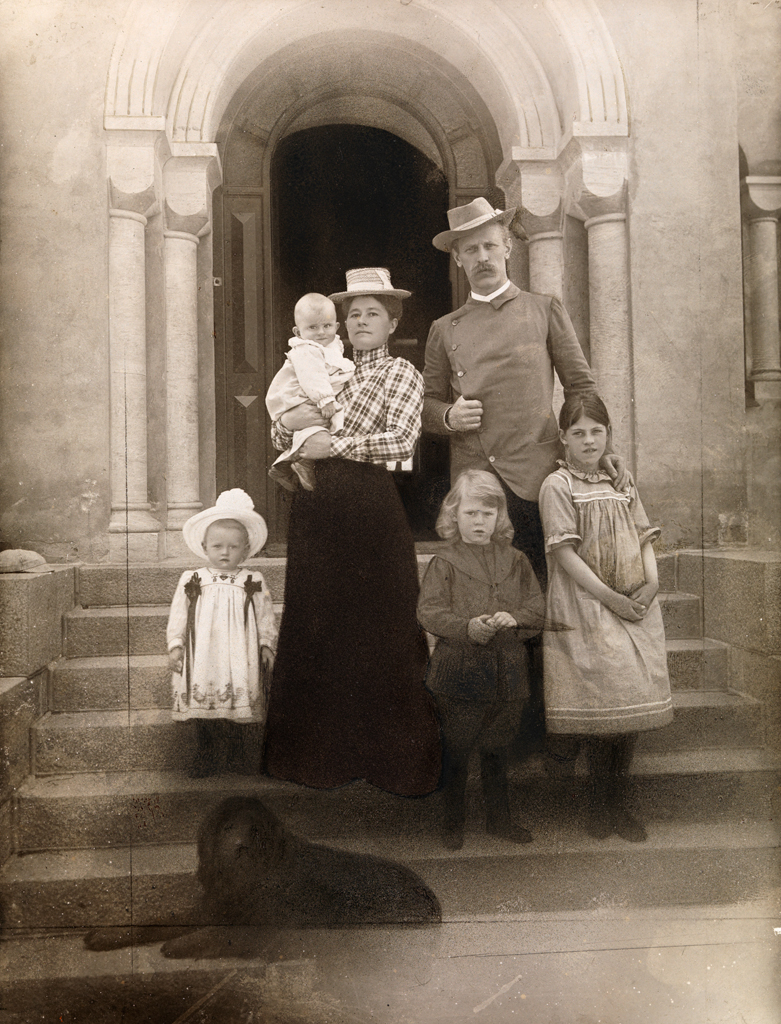
Семейство у входа в 1902 году
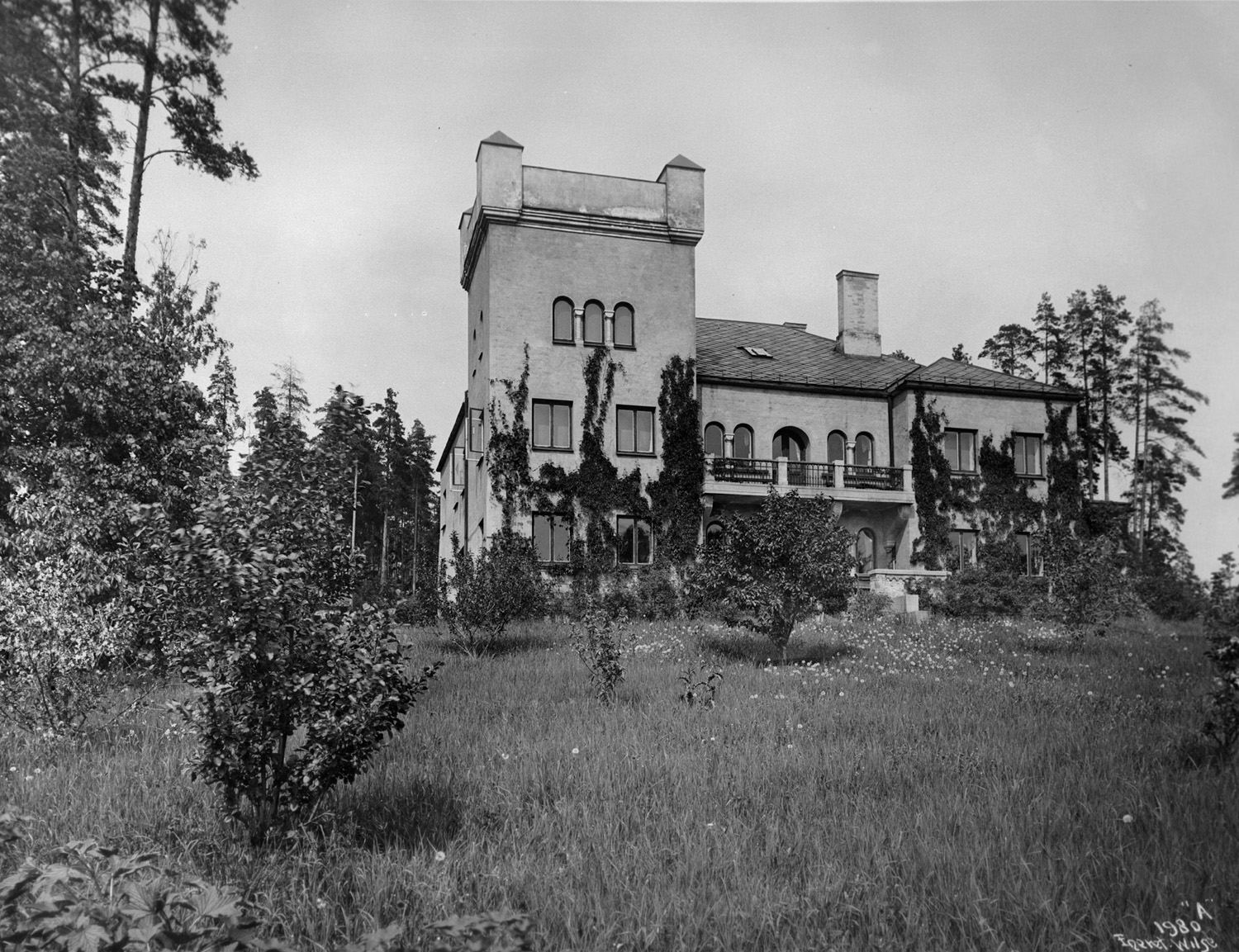
Внешний вид 1909 года
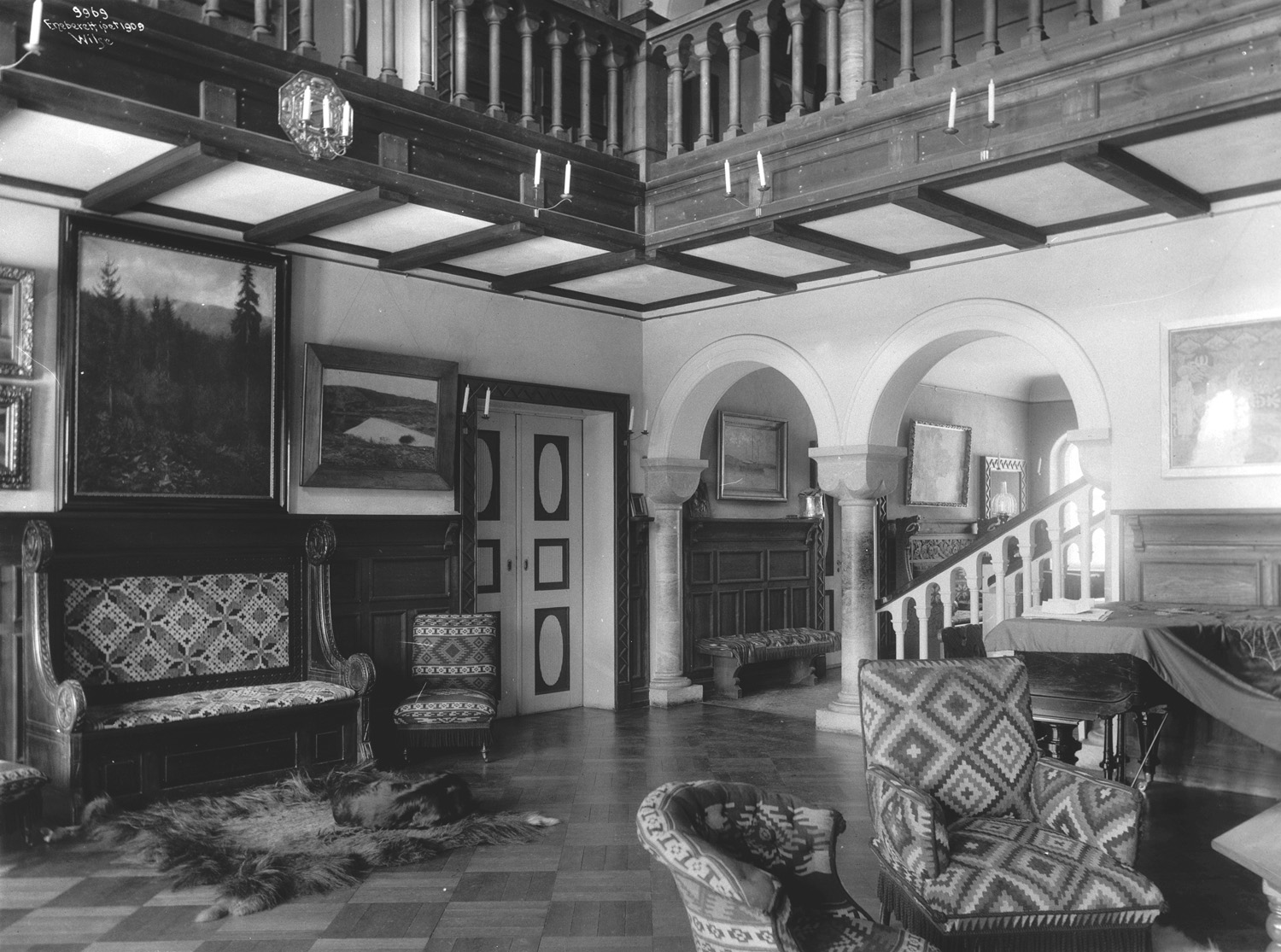
Холл-гостиная в 1909 году
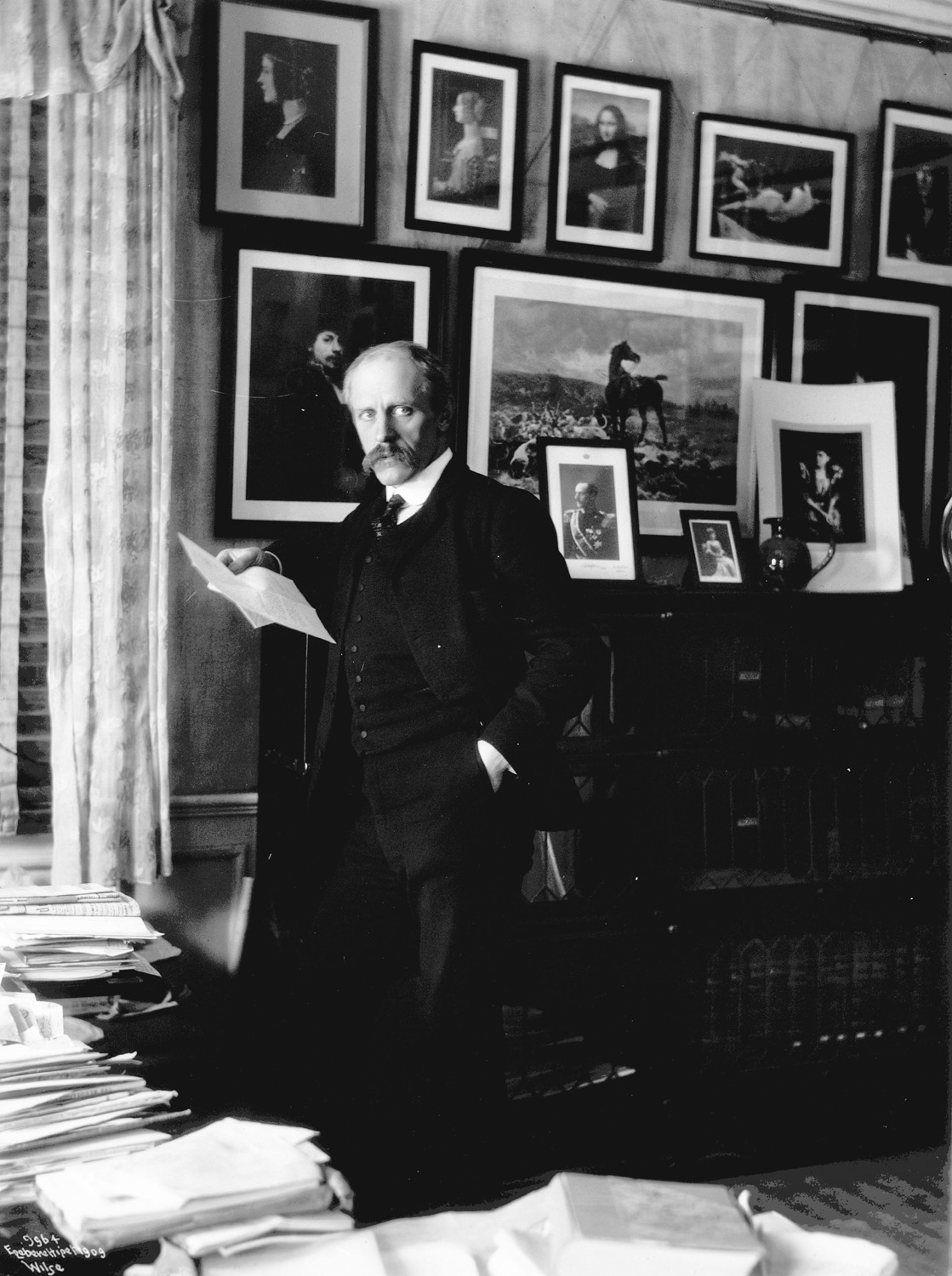
Нансен в кабинете в 1909 году